# Bruce Penhall

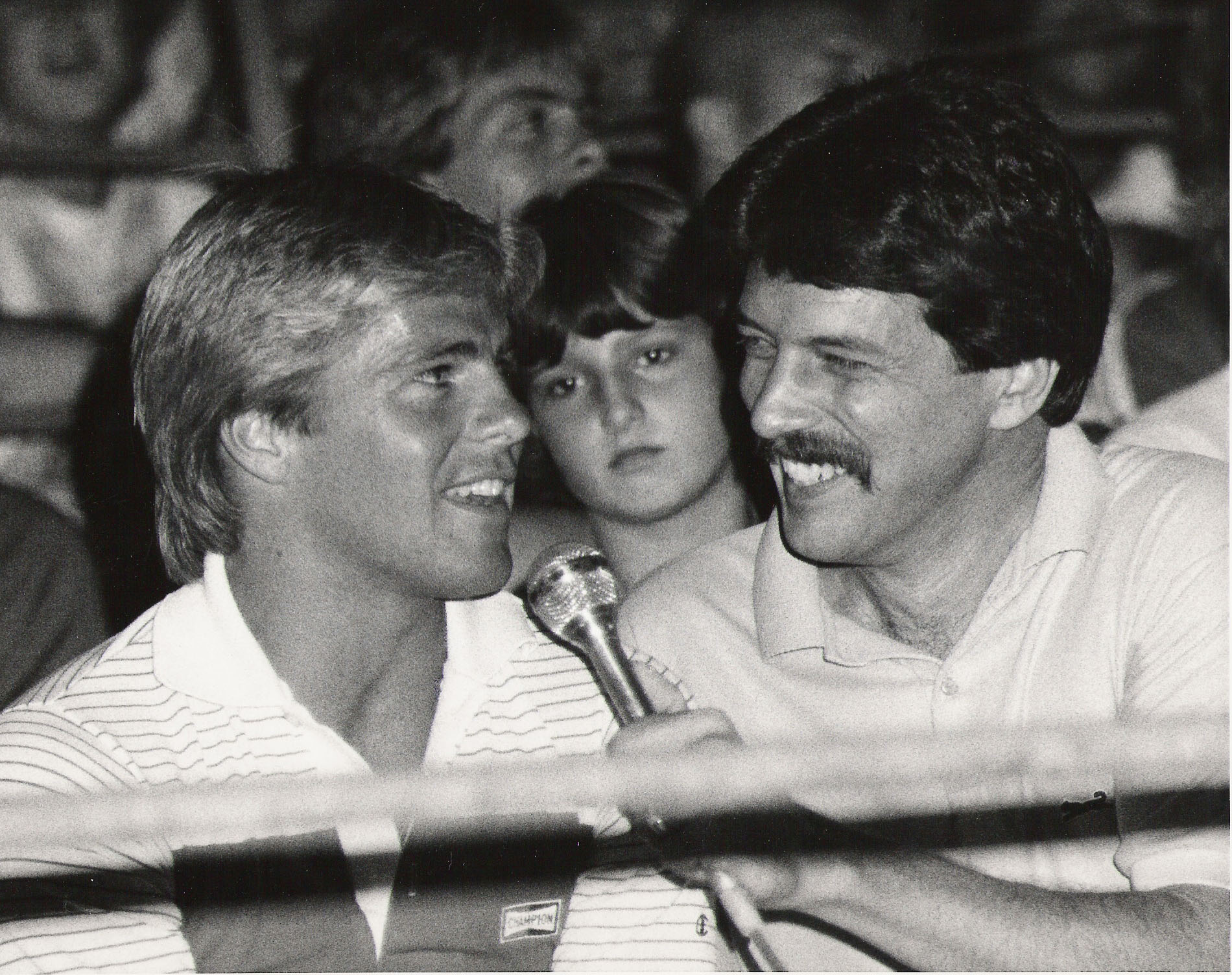
Bruce Penhall (links) bei einem Interview am Costa Mesa Speedway, Kalifornien (1981)

Bruce Penhall (* 10. Mai 1957 in Balboa Island (zu Newport Beach), Kalifornien) ist ein US-amerikanischer Speedwayfahrer, der im Anschluss an seine Rennfahrerkarriere als Film- und Fernsehschauspieler nach Hollywood ging.

## Karriere
Penhall wurde 1981 und 1982 Speedway-Einzelweltmeister, sicherte sich 1981 mit Landsmann Bobby Schwartz die Speedway-Paar-WM und gewann 1982 mit dem US-Speedway-Team die Mannschafts-WM. In der britischen Speedway-Profiliga startete Penhall von 1978 bis 1982 ausschließlich für die Mannschaft von Cradley Heath. Er startete seine Karriere 1973 mit 16 Jahren, nahm 1976 an einer von Barry Briggs organisierten Speedway-Welttournee teil, die u. a. in Israel Station machte. 1977 nahm er im Winter an den offenen Meisterschaften von Australien und Neuseeland teil. Penhalls erster großer internationaler Erfolg war 1979 der Gewinn der „Master-of-Speedway“- Rennserie in Europa. Im Ullevi-Stadion von Göteborg bestritt er 1980 sein erstes Einzel-WM-Finale, das er mit dem 5. Platz abschloss.
Im mit 92.500 Zuschauern gefüllten Wembley-Stadion von London gewann Penhall 1981 seinen ersten Speedway-Einzel-WM-Titel und bekam nach diesem Triumph sogar ein Glückwunschtelegramm vom damaligen US-Präsidenten Ronald Reagan. Seinen WM-Titel konnte Penhall 1982 im Coliseum von Los Angeles verteidigen, um nach diesem erneuten Triumph seinen Rücktritt vom aktiven Speedway-Rennsport zu verkünden.
Bekannt wurde Penhall als Schauspieler in der US-Fernsehserie „CHiPs“. Aber auch in einer Folge der Serie „Hotel“ spielte Penhall mit. 1999 wurde Penhall in Motorcycle Hall of Fame der AMA aufgenommen.

## Statistik

### Ehrungen
- Aufnahme in die Motorcycle Hall of Fame[1]

### Erfolge
Einzel
- Speedway-Weltmeister: 1981, 1982

Team
- Best-Pairs Weltmeister: 1981
- Team-Weltmeister: 1982
- Britische Liga: Cradley Heath: 1978–1982

## Persönliches
Penhall startete mit 16 Jahren seine Speedway-Karriere, verlor im Alter von 18 Jahren seine Eltern bei einem Flugzeugabsturz, ging nach Beendigung seiner Speedwaykarriere 1982 zum Film, nahm Ende der 1980er Jahre und in den 1990er Jahren auch an Speedboot- und Powerbootrennen teil und engagiert sich heute als Promoter von Speedway-Events in Kalifornien.